# Рорбах (Верхняя Бавария)
Рорбах (нем. Rohrbach) — община в Германии, в земле Бавария.
Подчиняется административному округу Верхняя Бавария. Входит в состав района Пфаффенхофен-на-Ильме. Население составляет 5601 человек (на 31 декабря 2010 года). Занимает площадь 29,63 км².